# Lijst van voetbalinterlands Cyprus - Kosovo
Deze lijst van voetbalinterlands is een overzicht van alle officiële voetbalwedstrijden tussen de nationale teams van Cyprus en Kosovo. De landen speelden tot op heden vier keer tegen elkaar. De eerste ontmoeting, een groepswedstrijd tijdens de UEFA Nations League 2022/23, werd gespeeld in Larnaca op 2 juni 2022. Het laatste duel, een groepswedstrijd tijdens de UEFA Nations League 2024/25, vond plaats op 15 oktober 2024 in Pristina.

## Wedstrijden
| № | Plaats   | Datum             | Competitie                  | Wedstrijd       | Uitslag |
| - | -------- | ----------------- | --------------------------- | --------------- | ------- |
| 1 | Larnaca  | 2 juni 2022       | UEFA Nations League 2022/23 | Cyprus – Kosovo | 0 − 2   |
| 2 | Pristina | 27 september 2022 | UEFA Nations League 2022/23 | Kosovo − Cyprus | 5 − 1   |
| 3 | Nicosia  | 9 september 2024  | UEFA Nations League 2024/25 | Cyprus − Kosovo | 0 − 4   |
| 4 | Pristina | 15 oktober 2024   | UEFA Nations League 2024/25 | Kosovo − Cyprus | 3 − 0   |

## Samenvatting
| Competitie          | Totaal gespeeld | Winst Cyprus | Gelijk | Winst Kosovo | Doelsaldo Cyprus – Kosovo |
| ------------------- | --------------- | ------------ | ------ | ------------ | ------------------------- |
| UEFA Nations League | 4               | 0            | 0      | 4            | 1 - 14                    |
| Totaal              | 4               | 0            | 0      | 4            | 1 - 14                    |

KOP · A-internationals · Bondscoaches · Statistieken · Cypriotisch vrouwenelftal · Cyprus U21 · Cyprus U20 · Cyprus U19 · Cyprus U18 · Cyprus U17 · Cyprus U16
1960 – 1969 · 
1970 – 1979 · 
1980 – 1989 · 
1990 – 1999 · 
2000 – 2009 · 
2010 – 2019 ·
2020 − 2029
1960 · 
1961 · 
1962 · 
1963 · 
1964 · 
1965 · 
1966 · 
1967 · 
1968 · 
1969 · 
1970 · 
1971 · 
1972 · 
1973 · 
1974 · 
1975 · 
1976 · 
1977 · 
1978 · 
1979 · 
1980 · 
1981 · 
1982 · 
1983 · 
1984 · 
1985 · 
1986 · 
1987 · 
1988 · 
1989 · 
1990 · 
1991 · 
1992 · 
1993 · 
1994 · 
1995 · 
1996 · 
1997 · 
1998 · 
1999 · 
2000 · 
2001 · 
2002 · 
2003 · 
2004 · 
2005 · 
2006 · 
2007 · 
2008 · 
2009 · 
2010 · 
2011 · 
2012 · 
2013 ·
2014 ·
2015 ·
2016 ·
2017 ·
2018 ·
2019 ·
2020 ·
2021 ·
2022
Albanië ·
Andorra ·
Armenië ·
Azerbeidzjan ·
België ·
Bosnië en Herzegovina ·
Bulgarije ·
Canada ·
Denemarken ·
Duitsland ·
Engeland ·
Estland ·
Faeröer ·
Finland ·
Frankrijk ·
Georgië ·
Gibraltar · 
Griekenland ·
Hongarije ·
Ierland ·
IJsland ·
Irak ·
Iran ·
Israël ·
Italië ·
Japan ·
Joegoslavië ·
Jordanië ·
Kazachstan ·
Koeweit ·
Kosovo ·
Kroatië ·
Letland ·
Libanon ·
Litouwen ·
Luxemburg ·
Malta ·
Moldavië ·
Montenegro ·
Nederland ·
Noord-Ierland ·
Noord-Macedonië ·
Noorwegen ·
Oekraïne ·
Oostenrijk ·
Polen ·
Portugal ·
Roemenië ·
Rusland ·
San Marino ·
Saoedi-Arabië ·
Schotland ·
Servië ·
Slovenië ·
Slowakije ·
Sovjet-Unie ·
Spanje ·
Syrië ·
Tsjechië ·
Tsjecho-Slowakije ·
Wales ·
Wit-Rusland ·
Zweden ·
Zwitserland
FFK · 
Kosovaars vrouwenelftal · Kosovo U19 · Kosovo U17
2010 – 2019 ·
2020 − 2029
2014 · 
2015 · 
2016 · 
2017 · 
2018 ·
2019 ·
2020 ·
2021 ·
2022 ·
2023 ·
2024
Albanië ·
Andorra ·
Armenië ·
Azerbeidzjan · 
Bulgarije · 
Burkina Faso · 
Cyprus ·
Denemarken ·
Engeland ·
Equatoriaal-Guinea ·
Faeröer ·
Finland ·
Gambia ·
Georgië ·
Gibraltar ·
Griekenland ·
Guinee ·
Haïti ·
Hongarije ·
IJsland ·
Israël ·
Jordanië ·
Kroatië ·
Letland ·
Litouwen ·
Madagaskar ·
Malta ·
Moldavië ·
Montenegro ·
Noord-Ierland ·
Noord-Macedonië ·
Noorwegen ·
Oekraïne ·
Oman ·
Roemenië ·
San Marino ·
Senegal ·
Slovenië ·
Spanje ·
Tsjechië ·
Turkije ·
Wit-Rusland ·
Zweden ·
Zwitserland